# Voralphütte
Die Voralphütte ist eine Berghütte der Sektion Uto des Schweizer Alpen-Clubs (SAC). Sie liegt in den Urner Alpen im Kanton Uri im Voralptal, einem Seitental des Göschenertals westlich von Göschenen auf einer Höhe von 2126 m ü. M.
1891 erbaut, wurde die Voralphütte 1920 umgebaut und bot fortan 22 Plätze. 1959 wurde sie nach den Plänen von Jakob Eschenmoser erweitert. 1988 wurde sie durch eine Lawine zerstört und 1989 im gleichen Stil wieder aufgebaut. Hangseitig erhielt die Hütte einen Lawinenkeil.
Seit 2010 führt ein Weg zur Voralphütte von der Salbithütte über die Salbitbrücke und ist für geübte und schwindelfreie Bergwanderer begehbar.

Voralphütte, ca. 1905